# Mohammed Al-Rubaie
Mohammed Al-Rubaie (ur. 14 sierpnia 1997 w Nadżranie) – saudyjski piłkarz, występujący na pozycji bramkarza w saudyjskim klubie Al-Hilal oraz w reprezentacji Arabii Saudyjskiej. Uczestnik Mistrzostw Świata 2022.

## Statystyki

### Klubowe
Na podstawie:
| Klub           | Sezonów | Liga                      | Liga  | Liga   | Puchar krajowy | Puchar krajowy | Kontynentalne | Kontynentalne | Suma  | Suma   |
| Klub           | Sezonów | Liga                      | Mecze | Bramki | Mecze          | Bramki         | Mecze         | Bramki        | Mecze | Bramki |
| -------------- | ------- | ------------------------- | ----- | ------ | -------------- | -------------- | ------------- | ------------- | ----- | ------ |
| Al-Batin FC    | 1       | Saudi Professional League | 6     | 0      | 1              | 0              | –             | –             | 7     | 0      |
| Al-Ahli Dżudda | 3       | Saudi Professional League | 26    | 0      | 3              | 0              | 0             | 0             | 29    | 0      |
| Al-Hilal       | 1       | Saudi Professional League | 0     | 0      | 0              | 0              | –             | –             | 0     | 0      |
|                | Łącznie | Łącznie                   | 32    | 0      | 4              | 0              | 0             | 0             | 36    | 0      |

### Reprezentacyjne
Na podstawie:
| Rozgrywki                     | Faza    | M | Gol | Żółta kartka | Czerwona kartka |
| ----------------------------- | ------- | - | --- | ------------ | --------------- |
| Mecze towarzyskie             | –       | 4 | 0   | 0            | 0               |
| Eliminacje MŚ 2022            | Grupa B | 2 | 0   | 0            | 0               |
| Puchar Narodów Arabskich 2021 | Grupa C | 1 | 0   | 0            | 0               |
| MŚ 2022                       | Grupa C | 0 | 0   | 0            | 0               |

## Sukcesy
Na podstawie:
Brak większych osiągnięć.